# Mint to Be - Nai nanlae... khu thae khong chan
Mint to Be - Nai nanlae... khu thae khong chan (Mint to Be นายนั่นแหละ… คู่แท้ของฉัน) è una serie televisiva thailandese creata da GMMTV e diretta da Kanittha Kwunyoo, adattamento dell'omonima graphic novel di may112. Va in onda su GMM 25 dal 29 luglio 2018, per poi concludersi il 30 settembre dello stesso anno.
La serie viene inoltre pubblicata in latecast su Line TV, YouTube e in Cina su Tencent Video.

## Trama
Un'alluvione potrebbe colpire Bangkok, così, per evitare problemi a prescindere, Bebe e Bambam vengono mandate dalla madre, che sta per partire alla volta della Nuova Zelanda, a vivere con la nonna in campagna, come quand'erano più piccole. Quando Bebe s'imbatte in Mint, il suo ex ragazzo del periodo adolescenziale, lo trova molto cresciuto; ex motociclista punk in passato, ora è totalmente dedito al lavoro nel giardino di sua proprietà. Anche Bebe però è cambiata nel corso degli anni; ora è infatti una famosa webstar e rinnega il periodo in cui era un'adolescente ribelle. Benché sia felicemente fidanzata con un altro ragazzo, la vicinanza con Mint la porta a riconsiderare i suoi sentimenti. Contemporaneamente, Bambam rincontra Bo, amico d'infanzia che ha da sempre avuto una cotta segreta per lei.

## Personaggi e interpreti

### Principali
- Mint, interpretato da Perawat Sangpotirat "Krist".
Ex-fidanzato di Bebe, che l'ha lasciato per trasferirsi a Bangkok. Gestisce una fattoria.
- Bebe, interpretata da Worranit Thawornwong "Mook".
Idolo della rete e con un fidanzato ricco. A seguito di un'alluvione, sarà costretta a tornare nella sua città natale e la vicinanza con Mint la porterà a riconsiderare i suoi sentimenti.
- Bo, interpretato da Nawat Phumphothingam "White".
Amico d'infanzia di Bambam, della quale è sempre stato innamorato.
- Bambam, interpretata da Nara Thepnupa.
Ragazza che ama vestirsi alla moda, sorella minore di Bebe. In passato, le piaceva ascoltare musica folk.

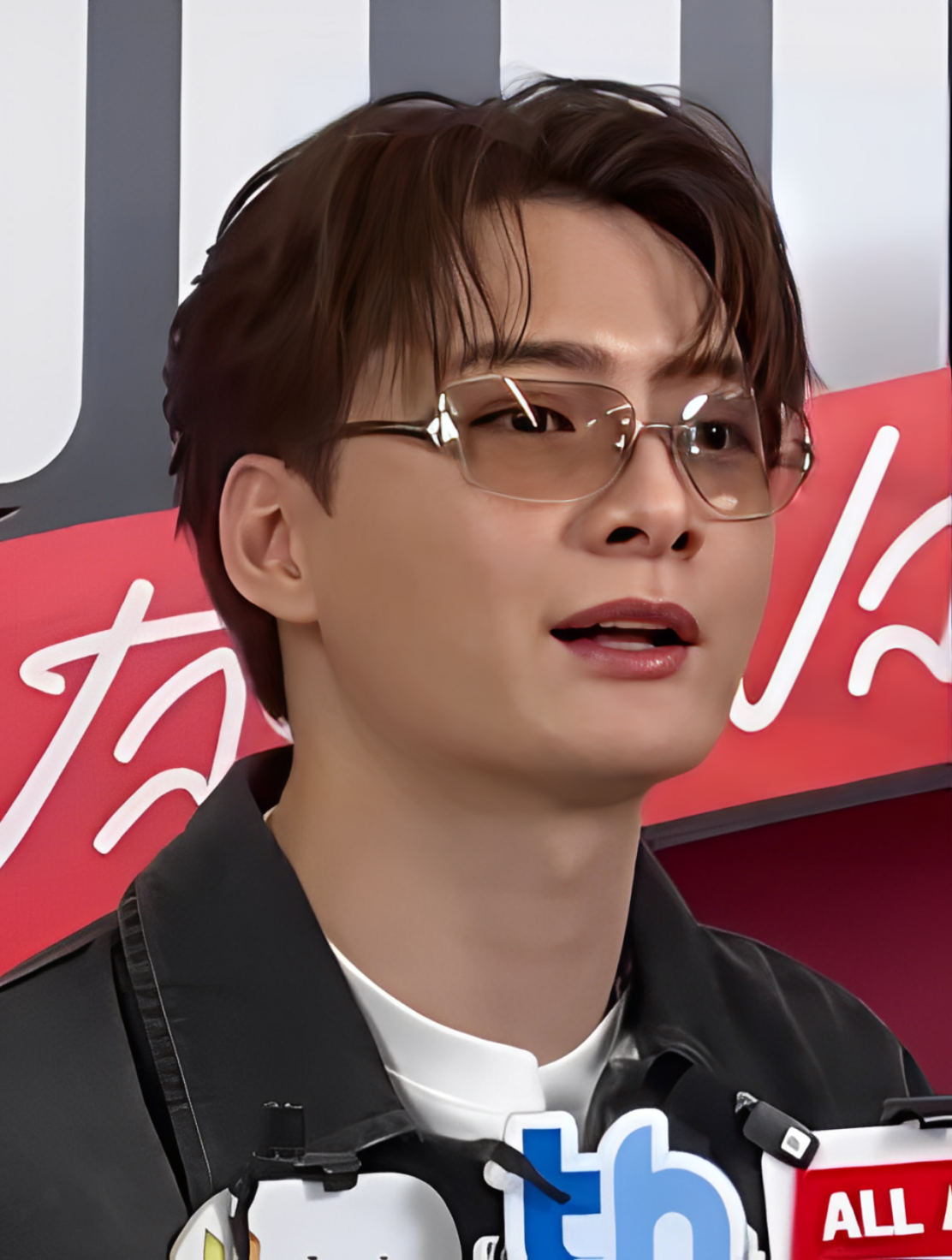
Perawat Sangpotirat
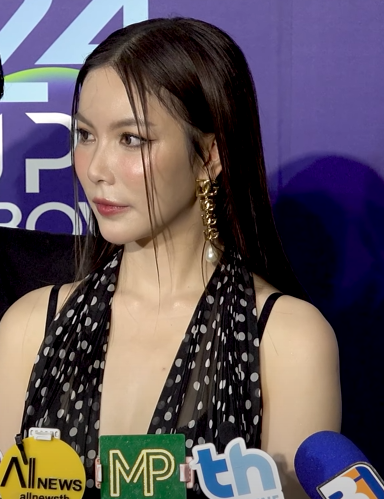
Worranit Thawornwong
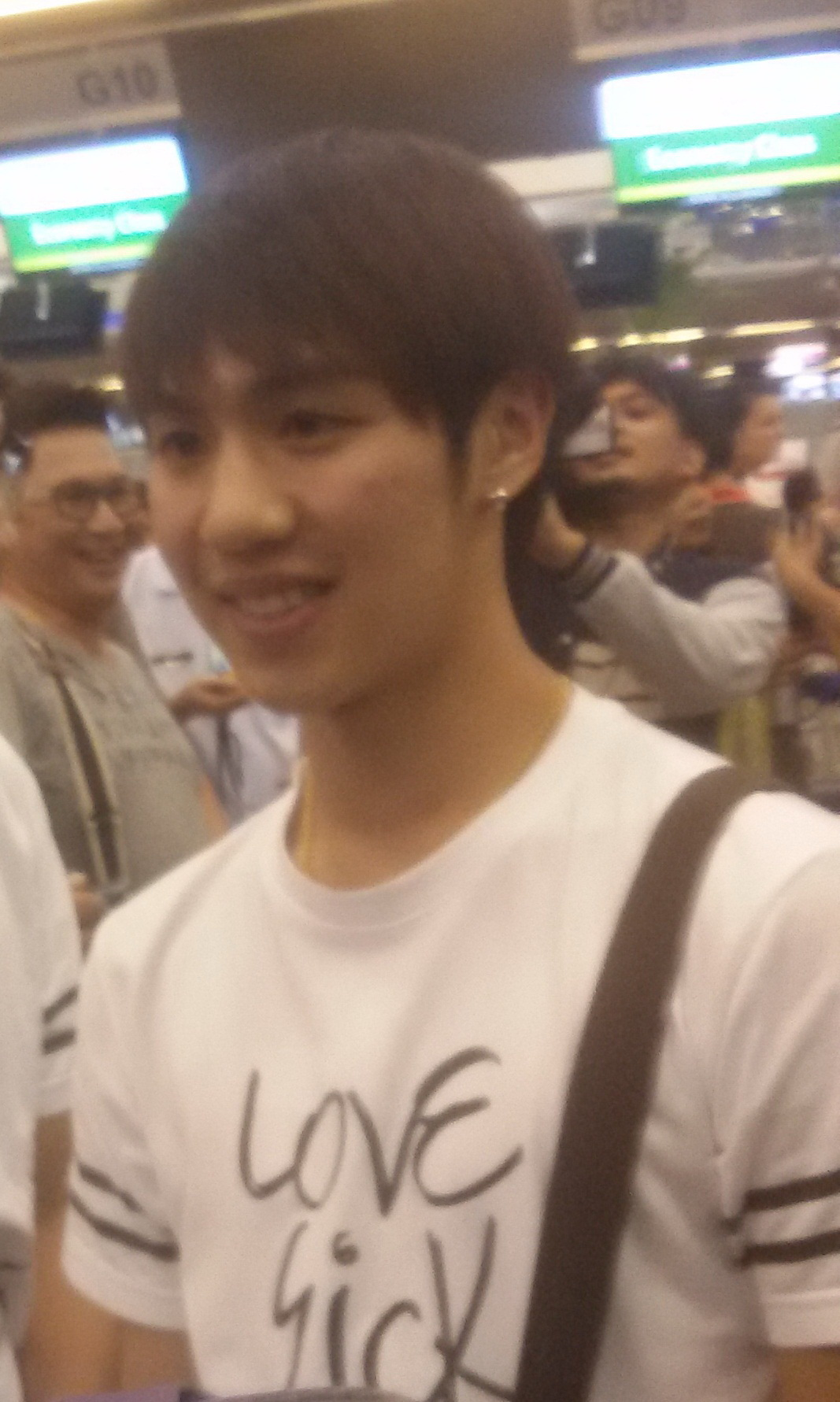
Nawat Phumphothingam

### Ricorrenti
- Wave, interpretato da Jirakit Kuariyakul "Toptap".
Innamorato di Bebe da prima che Mint si fidanzasse con lei, dopo il suo ritorno cercherà di riconquistarla.
- Nok, interpretata da Maripha Siripool "Wawa".
- Yo, interpretato da Nattharat Kornkaew "Champ".
- Tubtim, interpretata da Sarunthorn Klaiudom "Mean".
Ragazza innamorata di Mint.
- Oat, interpretato da Weerayut Chansook "Arm".
Fidanzato attuale di Bebe.
- Buathong, interpretata da Duangjai Hathaikarn.
Nonna di Bebe e Bambam.
- Mind, interpretata da Supranee Charoenphol.
- Bum, interpretata da Suchada Poonpattanasuk "Hong".
- Oeae, interpretata da Praeploy Oree.
- Yelly, interpretato da Tatchakorn Boonlapayanan "Godji".

## Episodi
| Stagione       | Episodi | Prima TV |
| -------------- | ------- | -------- |
| Prima stagione | 10      | 2018     |

## Colonna sonora
- Worranit Thawornwong - Ying patiset ying rak ter (sigla iniziale)[5]
- Perawat Sangpotirat - Pra too ar kard lae wan dee dee (sigla finale)
- Bodyslam - Sticker